# Mona Mayer
Mona Mayer (* 13. September 2001 in München) ist eine deutsche Leichtathletin, die sich auf Sprints und Staffelläufe spezialisiert hat. Ihre Paradedisziplin ist der 400-Meter-Lauf.

## Berufsweg
Mayer besuchte das Anne-Frank-Gymnasium in Erding und machte 2020 ihr Abitur. Aktuell studiert sie an der Ludwig-Maximilians-Universität München Archäologie.

## Sportliche Laufbahn
Mona Mayer begann zirka 2013 aufgrund der Leichtathletikvergangenheit ihrer Mutter und vieler Erzählungen in ihrem Umfeld selbst mit der Leichtathletik. Ihr erster Verein war der TSV Erding. Da dort die Trainingsschwerpunkte mehr im Bereich Mehrkampf und Wurf lagen, Mayer ihre Stärken jedoch im Kurz- und Langsprint hatte, gingen sie und ihre Mutter (Trainerin) sowie ein paar Freundinnen 2016 zur LG Sempt.
2016 wurde Mayer Deutsche U16-Meisterin im 300-Meter-Lauf, wobei sie zum ersten Mal unter der 40-Sekunden-Schallmauer blieb und mit den gelaufenen 39,90 Sekunden am Jahresende die U16-Jahresbestleistung hielt.
2017 startete sie bei den Deutschen U20-Hallenmeisterschaften über 400 Meter, qualifizierte sich für das Finale, wo sie aber nicht antreten konnte. In der Freiluftsaison belegte Mayer bei den Deutschen U18-Meisterschaften über die Stadionrunde den 4. Platz und über die halbe Distanz den 6. Platz.
2018 nominierte sie der DLV für die U18-Europameisterschaften in Györ, wo Mayer bei ihrem ersten Auftritt im Nationaltrikot über die 400 Meter den 7. Platz errang. Drei Wochen später wurde sie Deutsche U18-Vizemeisterin über die volle und halbe Stadionrunde.
2019 konnte Mayer Deutsche U20-Hallenmeisterin über 400 Meter werden. Bei den Deutschen Staffelmeisterschaften, die im „Übergangsjahr 2019“ im Rahmen der Deutschen U23-Meisterschaften ausgetragen wurden, konnte sie mit der 4-mal-400-Meter-Staffel Deutsche U20-Vizemeisterin werden. Bei der Juniorengala in Mannheim sicherte sie sich am ersten Tag mit 54,15 s als schnellste Deutsche die Teilnahme an den U20-Europameisterschaften in Borås. Am zweiten Tag erlitt sie bei einem Probelauf mit der Nationalstaffel über 4-mal-400-Meter einen Muskelfaserriss. In Borås verletzte sich Mayer im Halbfinale erneut und konnte somit auch in der Staffel nicht mehr eingesetzt werden. Auf eine Teilnahme an den Deutschen Jugendmeisterschaften musste sie auch verzichten. Am Jahresende führte sie mit 54,32 s über 400 Meter in der Halle die U20-Jahresbestenliste des DLV an.
2020 wurde Mayer erneut Deutsche U20-Hallenmeisterin über 400 Meter. Bei ben Aktiven konnte sie mit der 4-mal-200-Meter-Staffel Deutsche Hallenvizemeisterin werden. Über 400 Meter kam sie auf den 4. Platz. Im Vorlauf war Mayer mit 53,35 s die schnellste deutsche U20-Zeit seit 30 Jahren gelaufen.
Mona Mayer gehörte bis 2017/2018 zum Nachwuchskader NK 2 plus des Deutschen Leichtathletik-Verbandes (DLV) und seit 2018/2019 zum Nachwuchskader 1 U20.
2020 wurde sie deutsche Vizemeisterin der 4-mal-200-Meter-Staffel in der Halle.
2022 wurde sie Fünfte der 4-mal-400-Meter-Staffel bei den Europameisterschaften.
Bei den Weltmeisterschaften 2023 schied sie in der 4-mal-400-Meter-Staffel im Vorlauf aus.
2024 wurde sie deutsche Vizemeisterin über 400 Meter und qualifizierte sich für die Olympischen Sommerspiele 2024.

## Vereinszugehörigkeiten und Trainer
Mona Mayer startet seit dem 1. Januar 2020 für die LG Telis Finanz Regensburg, Stammverein Förderverein der LG Regensburg. Ihr erster Verein war der TSV Erding von dem sie 2016 zur LG Sempt wechselte und nach ihrem ersten deutschen Meistertitel 2017 zum MTV 1881 Ingolstadt ging, wo sie bis zum Wechsel nach Regensburg blieb. Trotz der Vereinswechsel wird Mayer seit Jahren von ihrer Mutter Ruth und Reinhard Köchl trainiert.

## Familie
Ihre Mutter Ruth (* 1969, geb. Scheppan) war 1987 in Birmingham U20-Vizeeuropameisterin mit der 4-mal-400-Meter-Staffel. Des Weiteren war sie siebenmalige Deutsche Meisterin (400 m und 4 × 400 m) und hatte neun internationale Einsätze. Ob eine verwandtschaftliche Beziehung zur gleichaltrigen 400-Meter-Läuferin Marie Scheppan besteht, ist ungewiss.

## Bestleistungen
(Stand: 29. Februar 2020)
Halle
- 60 m: 7,78 s (Fürth, 12. Januar 2020)
- 200 m: 24,49 s (Fürth, 12. Januar 2020)
- 400 m: 53,35 s (Leipzig, 22. Februar 2020)
- 600 m: 1:32,67 min (Fürth, 1. Dezember 2018)
- 4 × 200 m: 1:36,14 min (Leipzig, 23. Februar 2020)

Freiluft
- 100 m: 12,11 s (±0,0 m/s) (Freising, 1. Juni 2019)
- 150 m: 18,08 s (±0,0 m/s) (Gilching, 1. Mai 2019)
- 200 m: 24,26 s (+0,5 m/s) (Schweinfurt, 16. Juni 2018)
- 300 m: 38,51 s (Gilching, 1. Mai 2019)
- 400 m: 52,25 s (Tallin, 10. Juli 2021)
- 800 m: 2:17,38 min (St. Wendel, 17. Juli 2016)[8]
- 800 m: 2:11,70 min (Neustadt a. d. Waldnaab, 3. August 2018)[9]
- 4 × 400 m: 3:40,45 min (Mannheim, 30. Juni 2019)

## Erfolge
national
- 2016: Deutsche U16-Meisterin (300 m)
- 2017: 4. Platz Deutsche U18-Meisterschaften (400 m)
- 2017: 6. Platz Deutsche U18-Meisterschaften (200 m)
- 2018: Deutsche U18-Vizemeisterin (200 und 400 m)
- 2019: Deutsche U20-Hallenmeisterin (400 m)
- 2019: Deutsche U20-Staffelvizemeisterin (4 × 400 m)
- 2020: Deutsche U20-Hallenmeisterin (400 m)
- 2020: Deutsche Hallenvizemeisterin (4 × 200 m)
- 2020: 4. Platz Deutsche Hallenmeisterschaften (400 m)

international
- 2018: 7. Platz U18-Europameisterschaften (400 m)
- 2019: Halbfinale U20-Europameisterschaften (400 m)